# Fuerza Aérea de la República Democrática del Congo
La Fuerza aérea de la República Democrática del Congo, también conocida como la República Democrática de la fuerza aérea de Congo (Francés: "Force Aérienne Congolaise", o FAC), es la rama aérea de las Fuerzas Armadas de la República Democrática del Congo (también conocido como Congo-Kinsasa). Entre los años 1971 y 1997, la fuerza aérea congoleña era conocida como la fuerza aérea de Zaire (en francés: "Force Aérienne du Zaire") (FAZ).

## Introducción
La Fuerza Aérea de la República Democrática del Congo (RDC) es la rama aérea de las Fuerzas Armadas de la República Democrática del Congo. La Fuerza Aérea de la RDC forma parte de las Fuerzas Armadas de la República Democrática del Congo (FARDC) que también incluyen el ejército y la marina congoleña. El comandante actual de la fuerza aérea congoleña es el Teniente general Franck Ngama.

## Historia
La historia de la Fuerza Aérea de la República Democrática del Congo (FARDC) ha estado marcada por varios cambios significativos a lo largo de los años. La fuerza aérea congoleña fue establecida en 1962, poco después de la independencia del país. Entre 1971 y 1997, la fuerza aérea fue conocida como la Fuerza Aérea de Zaire (Force Aérienne Zaïroise) (FAZ). Durante este período, se enfrentó a numerosos desafíos, incluyendo problemas de financiamiento. La FARDC ha estado involucrada en varios conflictos internos, lo que ha afectado su capacidad operativa y su modernización. Tras la caída del régimen autocrático del ex-presidente Mobutu Sese Seko en 1997, la fuerza aérea pasó por un proceso de reestructuración y mantiene un inventario limitado de aeronaves. En los años recientes, ha habido esfuerzos para modernizar y fortalecer la fuerza aérea congoleña, aunque esta todavía se enfrenta a desafíos significativos en términos de recursos y equipamiento. La Fuerza aérea de la RDC fue establecida tras la independencia del país en 1960. Entre 1971 y 1997, durante el régimen de Mobutu Sese Seko, era conocida como la Fuerza Aérea de Zaire (FAZ). La Fuerza Aérea de la RDC ha enfrentado numerosos desafíos debido a los conflictos internos y regionales que han afectado al país. La falta de recursos y la inestabilidad han dificultado su modernización y desarrollo. Según la edición de 2004 de la revista Flight International, entre los aviones que han volado las fuerzas aéreas congoleñas en el pasado se incluyen el caza MiG-23, el Lockheed C-130 Hercules, el De Havilland Canada DHC-5 Buffalo y el North American T-28 Trojan. En 2007 que la fuerza aérea congoleña operaba varios helicópteros rusos Mil Mi-24 y Mil Mi-26.

## Función
La principal función de la fuerza aérea congoleña es apoyar a las fuerzas terrestres de la RDC en la defensa del territorio nacional. También participa en operaciones de transporte, logística y vigilancia. Debido a la situación interna del país, las capacidades de la fuerza aérea congoleña son limitadas. La fuerza aérea congoleña tiene varias aeronaves de origen ruso, ucraniano, francés y estadounidense, entre otras naciones.

## Estructura y organización
Las aeronaves militares de la República Democrática del Congo son operadas por la fuerza aérea congoleña. La ONU afirma que la fuerza aérea congoleña tiene una fuerza de 1800 soldados. La fuerza aérea congoleña tiene varios escuadrones operativos. El primer escuadrón táctico aéreo se encuentra en Kinsasa, realiza tareas de entrenamiento y logística militar, y está formado por cinco escuadrillas. El segundo escuadrón táctico aéreo se encuentra en Kamina, realiza tareas de transporte táctico aéreo, y está formado por cuatro escuadrillas. Existen diversas empresas militares privadas y compañías contratistas de defensa extranjeras que han sido contratadas para proporcionar una capacidad de reconocimiento aéreo a la fuerza aérea de la RDC, estas empresas militares privadas cuentan con aviones ligeros equipados con cámaras térmicas, dispositivos de visión nocturna y sofisticados equipos electrónicos. La fuerza aérea congoleña tiene pocos aviones de combate modernos, ya que resulta muy caro mantener estos sofisticados aviones. El Reino de Bélgica ha ofrecido su ayuda para iniciar un curso de formación para formar a los futuros pilotos de la fuerza aérea de la RDC. La empresa editorial Jane's, afirma que los aviones de combate de la Fuerza Aérea Nacional de Angola defenderían Kinsasa, la capital de la RDC, si la ciudad fuera atacada por fuerzas hostiles.

### Jefes de Personal Conocidos

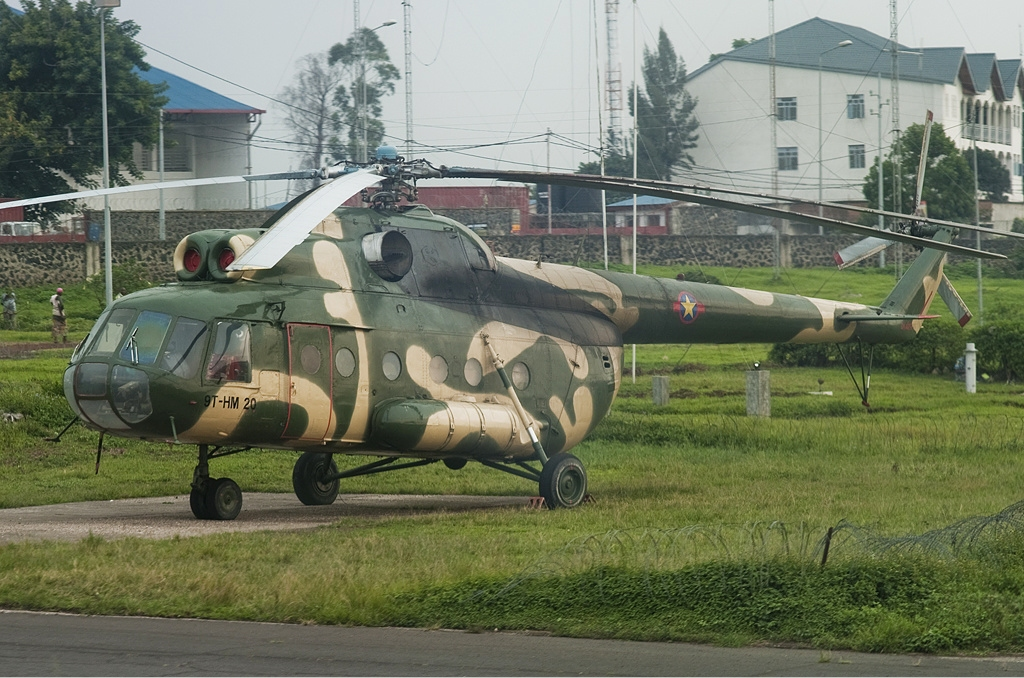
Un helicóptero de la Fuerza Aérea de la República Democrática del Congo.

- General de brigada Bitanihirwa Kamara en 2005
- General  Djedje Ndamba en 2006
- Mayor general John Numbi (¿? – 2007)
- General  Rigobert Massamba Musungu (¿2007?-¿?)
- General de brigada Numbi Ngoie Enoch (2014 — presente).

## Inventario

### Aeronaves
| Aeronave                        | Imagen          | Origen          | Tipo de aeronave                               | Fabricante                            | Número de unidades |
| Aviones de caza                 | Aviones de caza | Aviones de caza | Aviones de caza                                | Aviones de caza                       | Aviones de caza    |
| ------------------------------- | --------------- | --------------- | ---------------------------------------------- | ------------------------------------- | ------------------ |
| Sukhoi Su-25                    |                 | Rusia           | Avión de ataque a tierra                       | Sukhoi                                | 4                  |
| Aviones de reconocimiento       |                 |                 |                                                |                                       |                    |
| Ahrlac Mwari                    |                 | Sudáfrica       | Avión de reconocimientoAvión contrainsurgencia | AerosudParamount Aerospace Industries | 6                  |
| Aeronaves de transporte militar |                 |                 |                                                |                                       |                    |
| Boeing 737                      |                 | Estados Unidos  | Avión comercialTransporte VIP                  | Boeing                                | 2                  |
| Boeing 727                      |                 | Estados Unidos  | Avión comercial                                | Boeing                                | 4                  |
| Antonov An-26                   |                 | Ucrania         | Aeronave de transporte militar                 | Antónov                               | 3                  |
| Antonov An-72                   |                 | Ucrania         | Aeronave de transporte militar                 | Antónov                               | 1                  |
| Ilyushin Il-76                  |                 | Rusia           | Aeronave de transporte militar                 | Iliushin                              | 3                  |
| Indonesian Aerospace N-219      |                 | Indonesia       | Aeronave de transporte militar                 | Indonesian Aerospace                  | 5                  |
| Helicópteros militares          |                 |                 |                                                |                                       |                    |
| Bell UH-1 Iroquois              |                 | Estados Unidos  | Helicóptero utilitario                         | Bell Textron                          | 3                  |
| Bell 206                        |                 | Estados Unidos  | Helicóptero utilitario                         | Bell Textron                          | 2                  |
| Mil Mi-2                        |                 | Polonia         | Helicóptero de transporte militar              | PZL Mielec                            | 2                  |
| Mil Mi-8                        |                 | Rusia           | Helicóptero de transporte militar              | Mil                                   | 4                  |
| Mil Mi-24                       |                 | Rusia           | Helicóptero de ataque                          | Mil                                   | 8                  |
| Mil Mi-26                       |                 | Rusia           | Helicóptero de transporte militar              | Mil                                   | 1                  |
| Sud-Aviation SA316 Alouette III |                 | Francia         | Helicóptero utilitario                         | AérospatialeSud Aviation              | 2                  |
| Aérospatiale SA330 Puma         |                 | Francia         | Helicóptero de transporte militar              | AérospatialeSud Aviation              | 10                 |
| Aérospatiale SA341 Gazelle      |                 | Francia         | Helicóptero utilitario                         | AérospatialeSud Aviation              | 3                  |

## Graduación militar

### Oficiales y generales
| Grado militar       | Insignia | Rangos OTAN |
| ------------------- | -------- | ----------- |
| Teniente general    |          | OF-9        |
| General de Ejército |          | OF-8        |
| General de división |          | OF-7        |
| General de brigada  |          | OF-6        |
| Coronel             |          | OF-5        |
| Teniente coronel    |          | OF-4        |
| Comandante          |          | OF-3        |
| Capitán             |          | OF-2        |
| Teniente            |          | OF-1        |
| Subteniente         |          | OF-1        |

### Suboficiales y tropa
| Grado militar    | Insignia | Rangos OTAN |
| ---------------- | -------- | ----------- |
| Suboficial mayor |          | OR-9        |
| Suboficial       |          | OR-8        |
| Sargento mayor   |          | OR-7        |
| Sargento primero |          | OR-6        |
| Sargento         |          | OR-5        |
| Cabo primero     |          | OR-4        |
| Cabo             |          | OR-3        |
| Soldado          |          | OR-2        |
| Recluta          |          | OR-1        |